# Rebekka Verniest
Rebekka Verniest (Ronse, 2 december 1972) is een Belgische onderzoeker verbonden aan studiedienst van de Christelijke Mutualiteit (CM). Haar expertise ligt op het gebied van sociaal beleid, met een focus op zowel kwantitatief als kwalitatief sociaal onderzoek. Ze heeft aanzienlijke bijdragen geleverd aan de domeinen ouderenzorg, geestelijke gezondheidszorg en staatshervorming. Haar meest recente publicaties richten zich op ervaringen met levenseindezorg tijdens de COVID-19-pandemie en het gezondheidsprofiel van Belgische ouderen en hun gebruik van gezondheidszorg.

## Belangrijkste publicaties
- Zorggebruik van ouderen (2025): Deze studie brengt op basis van CM-facturatiegegevens meer gedetailleerd het zorggebruik van 65-plussers, met ook aandacht voor het jaarlijks volume aan zorg. De onderzoeksresultaten en inzichten zijn illustratief voor de belangrijke uitdagingen voor het toekomstig ouderen zorgbeleid zowel inzake gevoeligheid, beschikbaarheid, aanvaardbaarheid en betaalbaarheid, als inzake kwaliteit.
- Levenseindezorg tijdens een gezondheidscrisis: moeilijk evenwicht tussen afstand en nabijheid. Ervaringen van CM-leden met levenseindezorg tijdens de coronapandemie (2024): Deze studie onderzoekt de impact van de COVID-19-pandemie op levenseindezorg, met een focus op de ervaringen van CM-leden.
- Gezondheidsprofiel van onze ouderen (2024): Een analyse van het gezondheidsprofiel van Belgische ouderen en hun gebruik van gezondheidszorgdiensten.
- Geneesmiddelengebruik in rusthuizen: Een onderzoek naar het gebruik van geneesmiddelen in woonzorgcentra, gepubliceerd in samenwerking met Olivier Gillis.[2]
- Health literacy and the use of healthcare services in Belgium (2016): Een studie die de relatie onderzoekt tussen gezondheidsvaardigheden en het gebruik van gezondheidsdiensten in België.[3]